# The Doorway to Hell
The Doorway to Hell è un film del 1930 diretto da Archie Mayo. La sceneggiatura si basa su un racconto di Rowland Brown dal titolo A Handful of Clouds.

## Produzione
Il film fu prodotto dalla Warner Bros.-Vitaphone Talking Picture con il titolo di lavorazione A Handful of Clouds che era lo stesso del racconto originale da cui è tratta la sceneggiatura del film. Lo stesso titolo venne usato anche per la distribuzione nel Regno Unito.

## Distribuzione
Il copyright del film, richiesto dalla Warner Bros. Pictures, Inc., fu registrato il 6 ottobre 1930 con il numero LP1614.
Distribuito dalla Warner Bros., il film uscì nelle sale USA il 18 ottobre 1930. Il 31 ottobre, venne presentato a New York.
Il 16 ottobre 2013, è stato presentato nell'ambito del London Film Festival.